# Râouer (vizir)
Pour les articles homonymes, voir Râouer.
Râouer est un fonctionnaire égyptien de la VIe dynastie. Son titre principal est « vizir », ce qui fait de lui l'un des plus hauts fonctionnaires de la cour royale. Jusqu'à présent, Râouer n'est connu que par son mastaba plutôt modeste trouvé à Saqqarah, près de la pyramide du roi Téti. Râouer a plusieurs titres, dont celui de « superviseur de la Haute-Égypte », mais aussi de « scelleur royal » et de « bien-aimé du dieu ».

## Sépulture
Son mastaba ne mesure que 6,83 m de long et 4,30 m de large. Il contient une seule pièce, la chapelle des offrandes, dont l'entrée se trouve à l'est. Sur le côté ouest de la chapelle à offrandes se trouvent deux fausses portes. Tous les murs sont décorés de scènes représentant des porteurs d'offrandes et Râouer. Aucun membre de la famille n'est représenté dans la chapelle. Aucun nom de roi n'apparaît dans la tombe. D'un point de vue stylistique, on peut dater le mastaba du règne de Pépi Ier.